# Skadovs'k
Skadovs'k (in ucraino Скадовськ?; in russo Скадовск?) è un centro abitato dell'Ucraina, situato nell'oblast' di Cherson.